# Dillenia auriculata
Dillenia auriculata är en tvåhjärtbladig växtart som beskrevs av Ugolino Martelli. Dillenia auriculata ingår i släktet Dillenia och familjen Dilleniaceae. Inga underarter finns listade i Catalogue of Life.